# Neoacarininidae
Neoacarininidae es una familia de foraminíferos planctónicos de la superfamilia Globorotalioidea, del suborden Globigerinina y del orden Globigerinida. Su rango cronoestratigráfico abarca desde el Ypresiense (Eoceno inferior) hasta el Luteciense (Eoceno medio).

## Discusión
Clasificaciones previas incluían los taxones de Neoacarininidae en la familia Globorotaliidae.

## Clasificación
Neoacarininidae incluye a los siguientes géneros:
- Neoacarinina †